# Martin Smrček
Martin Smrček (* 2. října 1956 Praha) je český zoolog, zabývající se převážně popularizací přírodních věd.

## Životopis
Vystudoval biologii na Přírodovědecké fakultě UK v Praze (diplomovou práci o hnízdní ekologii kachen obhájil v roce 1981 na katedře zoologie), kde následně získal titul RNDr. (1983). Od ukončení studií pracovně směřoval tam, kde se mohl věnovat popularizaci přírodních věd. Byl tajemník Biologické olympiády a spoluzakladatelem Mezinárodní biologické olympiády, vedl přírodovědné kroužky, ze kterých vzešla řada významných přírodovědců, ale i osobností (například studentský vůdce Šimon Pánek, feministka Michaela Marksová …).
Od roku 1990 pracoval jako redaktor v časopise ABC, po čase i jako šéfredaktor. V roce 2001 založil a následně vedl časopis Náš miláček. V roce 2005 přešel do Českého rozhlasu, kde pracoval dva roky na úseku multimédií, hlavně ale jako člen týmu, připravujícího projekt Odhalení – Trochu jinou reality show z pavilonu goril v pražské zoo. Tento projekt získal v říjnu 2006 prestižní ocenění Panda Award v britském Bristolu. Od roku 2007 pracoval jako hlavní zoolog v ZOO Dvůr Králové nad Labem, od roku 2011 pracuje v Zoo Praha.
V nejrůznějších periodikách publikoval stovky populárně naučných článků. Je autorem či spoluautorem více než patnácti populárně naučných knih (například Začínáme se zvířaty (1990), Život ve vodě (1992), Život bez vody (1994), Psi do kapsy (1996, upravené a doplněné vydání 2005), Kapesní atlas psů (1997, vyšlo i ve slovenštině, druhé vydání 2001), Kapesní atlas ptáků (1998, vyšlo i ve slovenštině, druhé vydání 2003,), Exotičtí pěvci celého světa (1996), Papoušci celého světa (1998), Pes pro mě (2004), Naši ptáci (2005), Hrajeme si se zvířaty (2005), Odhalení - trochu jiná reality show (2007), Exotičtí ptáci (2010), Psi celého světa (2011)).
Od roku 1985 se intenzivně věnuje fotografování zvířat, zvláště psů a ptáků. Jeho fotografie doplňují řadu knih jiných autorů, hlavně ale knihy, které spolu s manželkou Leou napsali.

## Knihy
- Exotičtí pěvci celého světa - Martin Smrček
- Odhalení